# مارتین وینک
مارتین وینک (به انگلیسی: Martin Weinek) (زادهٔ ۱۹۶۴ در اتریش) بازیگر اتریشی است.

## فیلم‌شناسی
- کالافتی جو (۱۹۸۹)
- کمیسر و رکس (۲۰۰۴-۱۹۹۹ و ۲۰۰۸)
- سایلنتیوم (۲۰۰۴)
- گرنزورکر
- اونتر ویبن سگلن
- دای روزنهیم کاپس